# Епископ бачки Софроније
Софроније Томашевић (? – Нови Сад, 16. фебруар 1730) био је епископ бачки.

## Биографија
Софроније Томашевић је био пострижник манастира Ковина на Чепелском острву. Изабран је за епископа бачког 1. маја 1718. године, а потврђен 23 августа исте године. Дворски војни савет потврдио га је тек 18. априла 1722. Хиротонију јеромонаха Софронија, митрополитског егзарха, за епископа бачког извршио је у Саборном храму у Сремским Карловцима митрополит карловачки Вићентије Поповић са епископима печујским Никанором Мелентијевићем и славонским Атанасијем (Радошевићем или Радосављевићем). Грамату о посвећењу за епископа митрополит је издао у Карловцима 1719. године.

## Епископ
Захваљујући епископу Софронију сазнајемо да је тек 1724. године Даљско властелинство предато митрополиту Вићентију Поповићу јер је он по митрополитовој заповести био присутан примопредаји, о чему је својим писмом од 28. јуна 1724. године известио једног архијереја Карловачке митрополије. Након смрти митрополита Викентија Поповића, 19. октобра 1724. године, епископи, свештенство и народ, окупљени на митрополитовој сахрани у манастиру Крушедолу, изабрали су епископа Софронија за администратора Карловачке митрополије. На Заседању Светог архијерејског сабора 1726. године и епископ Софроније, заједно са осталим архијерејима, упознао је Сабор о брачним нередима тога времена у Бачкој епархији. У другој половини августа 1728. године извршена је у Београду хиротонија новоизабраног епископа римничког Инокентија Васиљевића. На ову свечаност митрополит београдско-карловачки Мојсије Петровић позвао је већи број свештених лица, међу којима су била и два архијереја: крушедолски Никанор и бачки Софроније, са којима је митрополит извршио архијерејску хиротонију.
У летопису манастира Шишатовца забележено је да је манастир 1726. године посетио епископ бачки Софроније. Летопис цркве Св. Николаја у Сегедину бележи да је епископ Софроније боравио неколико дана око Божића 1727. године. У библиотеци Гркокатоличког богословског факултета у Прешову чува се књига са потписом епископа Софронија. Епископ Софроније преминуо је у Новом Саду 16. фебруара 1730. године и сахрањен је у гробници свога претходника епископа бачког  Григорија Димитријевића у порти манастира Ковиља. Обојици је надгробни споменик подигао патријарх српски Георгије Бранковић, пострижник ковиљски.